# Theta Tauri
Theta Tauri (θ Tauri, viết tắt Theta Tau, θ Tau) là một ngôi sao đôi rộng trong chòm sao Kim Ngưu và là thành viên của cụm sao mở Hyades.
Tauri gồm hai ngôi sao cường độ thứ 3, được chỉ định là Theta¹ Tauri (Theta Tauri B) và Theta² Tauri (Theta Tauri A). Theta² sáng hơn, do đó đôi khi được gọi là Theta Tauri B và A, tương ứng. Chúng được phân cách bằng 5,62 ams (0.094 °) trên bầu trời. Dựa trên các phép đo thị sai, Theta¹ Tauri nằm ở khoảng cách 152 ly (47 pc), trong khi Theta² Tauri ở khoảng cách 157 năm ánh sáng (48 parsec). Tauri A và B đều là sao quang phổ nhị phân; bốn thành phần được thiết kế Theta Tauri Aa (chính thức mang tên Chamukuy /ˈtʃɑːmuːkuːi/), Ab, Ba, và Bb.

## Danh pháp

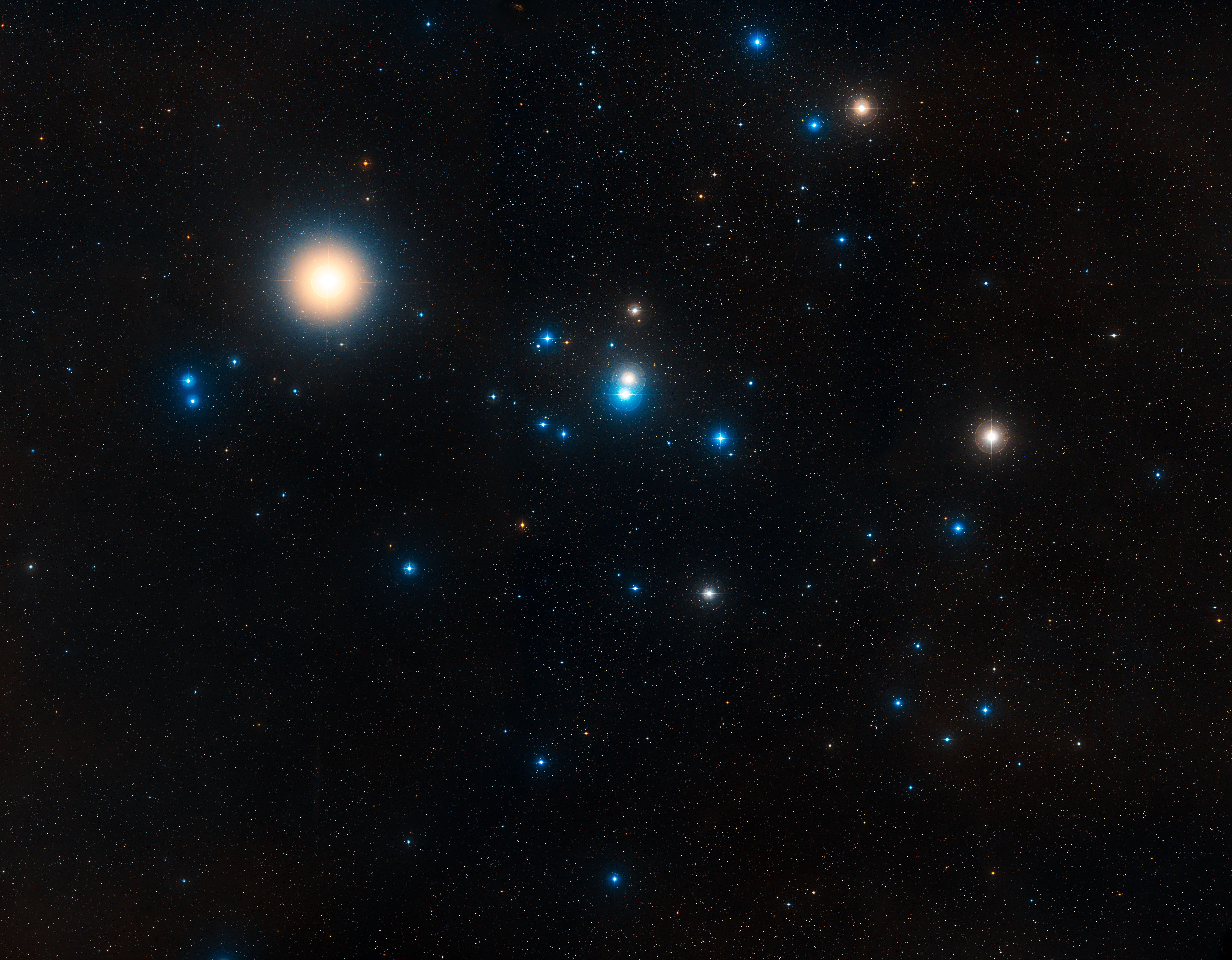
Cặp θ Tauri, hiển thị màu vàng và trắng tương phản, trong cụm sao Hyades.

Tauri (được Latinh hóa thành Theta Tauri) là tên gọi của ngôi sao đôi của Bayer; θ1 Tauri và θ2 Tauri thuộc hai thành phần của nó. Tên gọi của hai thành phần là Theta Tauri A và B, và các thành phần của bốn thành phần - Theta Tauri Aa, Ab, Ba và Bb - xuất phát từ quy ước được sử dụng bởi Danh mục Đa nhân Washington (WMC) cho nhiều hệ thống sao và được thông qua bởi Liên minh Thiên văn Quốc tế (IAU).
Trong thần thoại của các dân tộc Maya, Theta Tauri được gọi là Chamukuy, có nghĩa là một con chim nhỏ trong ngôn ngữ Yucatec Maya. Vào năm 2016, IAU đã tổ chức một Nhóm làm việc về Tên sao (WGSN) để lập danh mục và chuẩn hóa tên riêng cho các ngôi sao. WGSN quyết định gán tên thích hợp cho từng ngôi sao thay vì toàn bộ nhiều hệ thống. Nó đã phê duyệt tên Chamukuy cho thành phần Theta Tauri Aa vào ngày 5 tháng 9 năm 2017 và hiện tại nó đã được đưa vào Danh sách Tên Sao được IAU phê duyệt.
Trong tiếng Trung, 畢宿  (Bì Xiù), Có nghĩa Net, đề cập đến một khoảnh sao gồm Theta² Tauri, Epsilon Tauri (tên Ain), Delta³ Tauri, Delta¹ Tauri, Gamma Tauri, Alpha Tauri (Aldebaran), 71 Tauri và Lambda Tauri. Do đó, tên tiếng Trung của Theta² Tauri là 畢宿六  (Bì Xiù liù), "Ngôi sao thứ sáu của Net".

## Tính chất
Theta Tauri B là thành phần mờ hơn. Thành phần chính của nó, Theta Tauri Ba, là một ngôi sao khổng lồ loại K màu cam với cường độ rõ ràng là +3,84. Thứ cấp, Theta Tauri Bb, có độ lớn thứ 7. Nó có khối lượng 1.31 M☉ và quay quanh mỗi 16,26 năm trên quỹ đạo khá lập dị (0.570).
Theta Tauri A có cường độ biểu kiến trung bình là +3,40. Nó được phân loại là một ngôi sao biến Delta Scuti và độ sáng của nó thay đổi từ cường độ +3,35 đến +3,42 với thời gian 1,82 giờ. Thành phần chính của nó, Theta Tauri Aa, là một người khổng lồ loại A màu trắng. Theta Tauri Ab thứ cấp, có độ lớn thứ 6 và là 0,005 giây cung, hoặc ít nhất là 2 AU, ở xa. Nó hoàn thành một quỹ đạo cứ sau 141 ngày.